# Élection présidentielle ghanéenne de 2000
L'élection présidentielle ghanéenne de 2000 s'est tenue les 7 décembre 2000 et 28 décembre 2000, en même temps que les élections législatives.
Jerry Rawlings, président sortant âgé de cinquante-trois ans, ne s'est pas présenté : il est à la tête du Ghana depuis le 31 décembre 1981, dans un premier temps comme chef d'un régime militaire, à la suite d'un coup d'État (son deuxième coup d'Etat), puis comme chef de l'Etat élu à partir de décembre 1992. Réélu en décembre 1996, il ne pouvait briguer un troisième mandat en vertu de la Constitution qu'il avait fait instaurer. Pour autant, dans cette élection présidentielle, il soutient son poulain et vice-président son poulain John Atta Mills. Comme en 1996, le principal opposant est John Kufuor. Au premier tour, John Kufuor obtient entre 48 et 49 % des suffrages exprimés, et John Atta Mills 45 %.
Le 30 décembre 2000, John Atta Mills reconnaît sa défaite au second tour de la présidentielle : l'opposant John Kufuor l'emporte dans les urnes.
C'est la première transition pacifique au Ghana depuis que ce pays a été en 1957 la première colonie britannique en Afrique à accéder à l'indépendance.